# Oppidum Třísov
Oppidum Třísov je keltské opevněné hradiště v katastrálním území Třísov obce Holubov v okrese Český Krumlov v Jihočeském kraji. Nejjižnější oppidum na území Čech bylo důležitou stanicí na Vltavské obchodní stezce, po které se dovážela sůl ze solných polí v oblasti Alp přes Vyšebrodský průsmyk, podél Vltavy kolem keltských oppid Nevězice, Hrazany, Závist a dále přes Podkrušnohoří až na germánská území. Pozůstatky oppida jsou chráněny jako kulturní památka ČR.

## Poloha
Oppidum se nachází v Jihočeském kraji, 13 km jihozápadně od Českých Budějovic, zhruba mezi vlakovou stanicí ve stejnojmenné vsi Třísov a zříceninou hradu Dívčí kámen. Je umístěno v hrdle meandru Vltavy nedaleko soutoku s Křemžským potokem. Nejvyšší bod oppida se nachází v 551 metrech nad mořem, od hladiny Vltavy jej odděluje velmi příkrý 120 metrů vysoký sráz. Toto návrší bylo velmi vhodné pro vybudování hradiště nejen z důvodu dobré strategické polohy (35 km severně od Vyšebrodského průsmyku), ale i z důvodu naleziště grafitu a železné rudy.

## Historie
Nejstarší doklady o osídlení území okolo Třísova pochází z doby bronzové (cca 2200–750 př. n. l.) a je reprezentováno nálezy keramických nádob, bronzových zbraní a šperků.
Po polovině 2. století př. n. l. zde existovalo keltské osídlení v podobě výšinného osídlení nad břehem Vltavy bez jakéhokoli opevnění. Kolem roku 120 př. n. l. byla zahájena stavba hradeb s kamenným lícem. Postupem času se sídlo rozrůstalo a svůj největší rozkvět zaznamenalo v 1. století př. n. l., kdy celková opevněná osídlená plocha zaujímala 26 hektarů. V době největšího rozkvětu byl Třísov důležitým regionálním centrem, ale netěšil se takové důležitosti jako ostatní oppida (Stradonice, Závist, Hrazany); hrál však významnou roli v dálkovém obchodu i náboženském životě keltské společnosti. Jeho obyvatelé se zaměřovali především na řemeslnou výrobu než na zemědělskou činnost, z čehož plyne, že museli být víceméně závislí na zemědělských osadách tvořících jeho zázemí.

### Zánik
Zánik Třísova byl podobný jako u severněji položených Hrazan: obyvatelé oppidum opustili na přelomu letopočtu a odnesli s sebou téměř všechen majetek. Důvodem byla expanze germánských kmenů na české území, kterému už nebyla tehdejší vyspělá keltská společnost schopna čelit. Tím se historie třísovského oppida uzavřela.

## Opevnění a zástavba

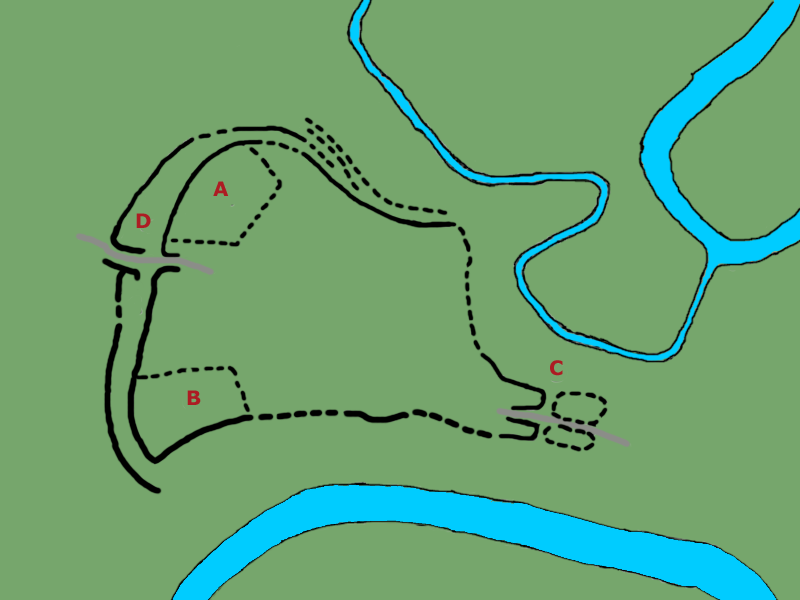
A – Severní akropole, kde byla odkryta svatyně
B – Jižní akropole
C – Východní brána s předsunutými bastiony
D – Západní dvojitá brána, kde se nacházel vodní pramen

### Opevnění
Celý areál byl obehnán mohutným opevněním, opatřeným dvěma vstupními bránami. Hlavní vstup do oppida byl situován na západní straně a druhý na východní, tato brána nebyla ale detailněji zkoumána. Nejmohutnější opevnění bylo vybudováno na nejzranitelnějším místě, tedy na západní straně. I dnes jsou patrné dvě linie mohutných valů. Typ fortifikace byl podobný jako u ostatních keltských oppid: hlinito-kamenitá hradba zpevněná dřevěnou roštovou konstrukcí opatřená čelní kamennou plentou se silnými kůly v pravidelných rozestupech. Ovšem z oppid na území Česka právě Třísov nejnápadněji prozrazuje přímou inspiraci mediteránními vzory. Kameny byly umístěny tak, že vytvářejí dojem mohutných kvádrů zvyšujících odolnost celého valu, což mělo nepochybně též psychologický účinek na případné útočníky.
Vnější i vnitřní hradba byla konstruována podobným způsobem. Základna o šířce asi 7 metrů byla zpevněna svislými trámy zapuštěnými do země, které jsou vzdálené asi 1,5 metru od sebe. Na vrcholu opevnění byla umístěna dřevěná palisáda. Před vnitřním valem vyhloubili Keltové příkop široký 5 metrů.
Možná nejzajímavějším obranným prvkem oppida je 15–20 metrů široký příkop mezi opevněními, který byl rozčleněn nízkými příčnými zídkami z kamene znemožňujícími případný boční pohyb útočníka v prostoru mezi oběma liniemi hradeb. Tato konstrukce je dodnes patrná v podobě pravidelně se střídajících hřbetů a rýh a v Čechách je mimořádná.

### Vstupní brány

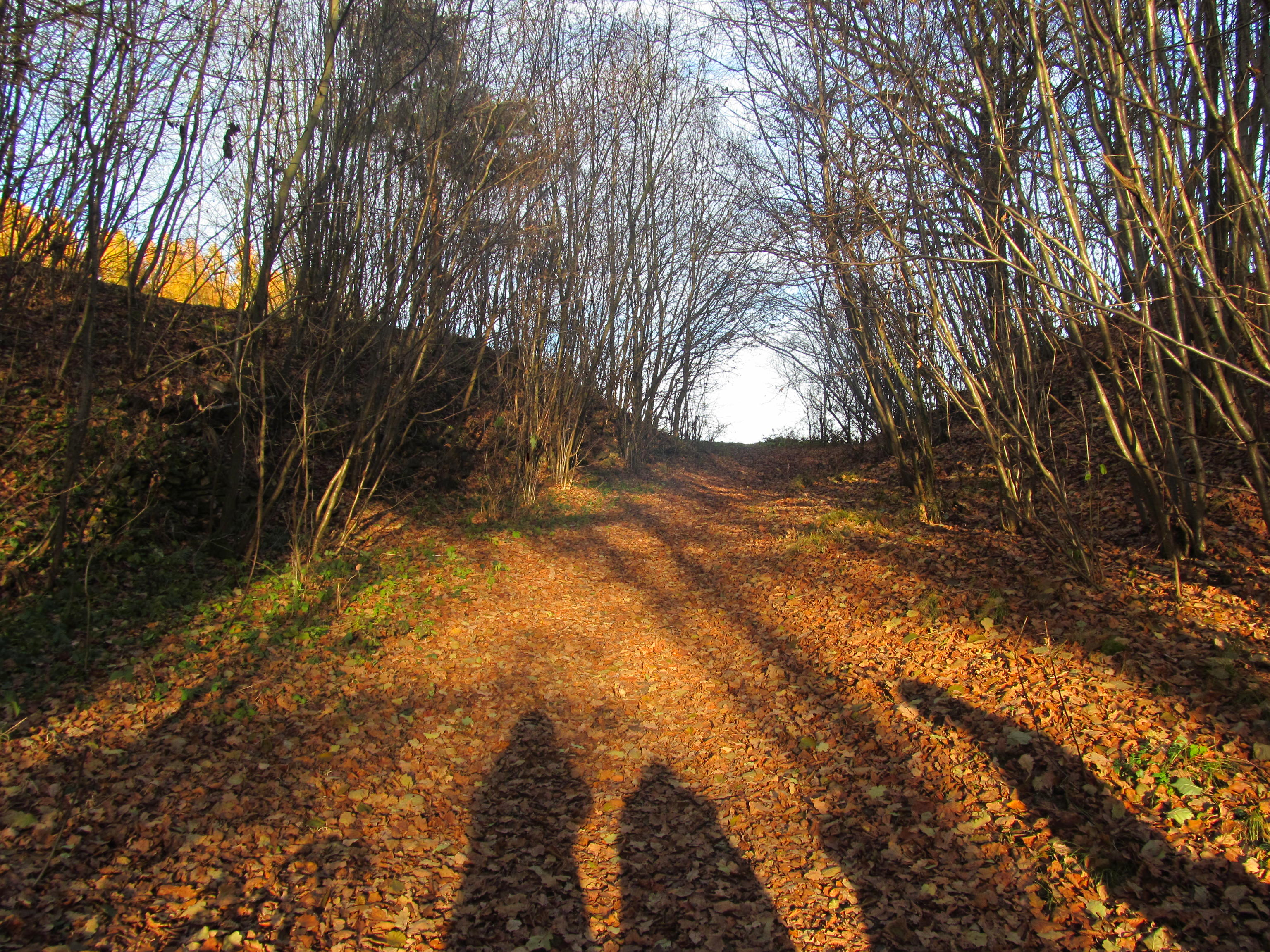
Západní vstup

Západní vstup do oppida byl soustavou dvou za sebou umístěných bran. Jedna brána byla ve vnitřním valu a druhá ve vnějším. Vnitřní bránu tvořil kamennou zídkou ukončený val, který se stáčel v pravém úhlu do vnitřní části oppida po obou stranách vstupu. Nad vzniklým prostorem se tyčila dřevěná věž s pravděpodobně dvoukřídlou bránou. Cesta uvnitř brány byla zpevněna valouny. Brána ve vnější části opevnění byla konstrukčně náročnější: do mezery ve valu, kterou brána tvořila, bylo šikmo zapuštěno valové těleso. Tato úprava zároveň ochraňovala jediný vodní pramen, který byl uvnitř oppida k dispozici.
Východní brána byla pravděpodobně konstruována podobným způsobem jako vnitřní část západní brány, ale navíc zde byly předsunuty dva samostatné bastiony. Nebyla však důkladněji zkoumána, proto údaje o její konstrukci nejsou detailně známy.

### Zástavba
Celé opevněné oppidum má dva vrcholky, na kterých byly vybudovány dvě akropole, severní a jižní. Severní akropole byla ještě samostatně opevněna. Dřevěným hrazením byla od okolního prostoru oddělena neobvyklá osmiboká svatyně, která měla půdorys tvořený kůlovými jamkami. Výjimečnost tohoto místa dokládá i nález části bronzové pánve, která se na oppidu objevila jako import z Itálie. Jižní akropole byla zřejmě sídlem vládnoucí vrstvy. V sedle se pak nacházela různá hospodářská i obytná stavení. O obytné zástavbě se toho ví jen velmi málo. Podle nemnoha dochovaných fragmentů a nálezů osídlení ostatních keltských hradišť můžeme usuzovat, že na Třísově stávaly obytné stavby, polozemnice či stavby s kamennou podezdívkou, které byly situovány u opevnění. Nejvíce zde bylo hospodářských stavení s kůlovou konstrukcí o přibližných rozměrech 7–9 × 3–4 metrů.

## Řemeslná výroba

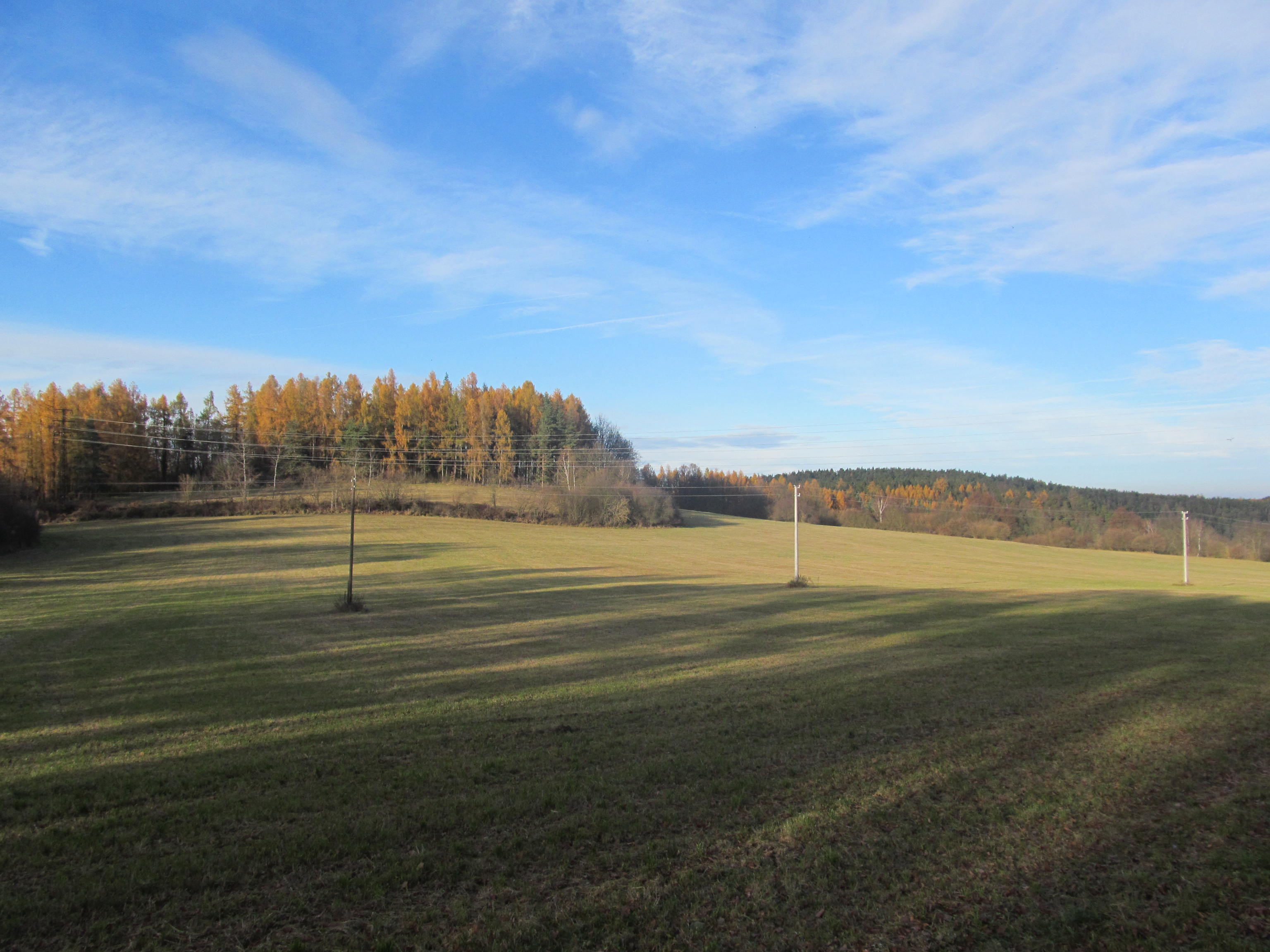
Plocha hradiště od jihozápadu

Řemeslná výroba dosahovala na třísovském oppidu velmi vysoké úrovně. Keramika se vyráběla na hrnčířském kruhu a pálila se ve vertikálních hrnčířských pecích s roštem. Nejčastěji se vyráběly nádoby pro běžné použití, do kterých se přidával grafit, tzv. tuhová keramika, která byla hlavním vývozním artiklem a zároveň tvořila tři čtvrtiny nálezů keramických úlomků. Tuhová keramika také mohla sloužit jako nádoba pro transport drahocenné alpské soli. Z dochovaných nálezů je zřejmé, že nemalé zastoupení měla i červenobíle malovaná jemná keramika - luxusní hrnčířské výrobky, které byly technologickým i uměleckým skvostem tehdejší kultury.
Mimořádného rozvoje dosáhlo železářství. Vlastní výroba železa probíhala ve specializovaných dílnách zřejmě mimo vlastní areál oppida. Na oppidu však pracovali kováři, což dokazují nálezy jak velkého množství kovářského náčiní, tak kovářské strusky a především železných předmětů samotných: různé typy kování a zbraní (kopí, hroty šípů atd.), nálezy různého nářadí či předmětů denní potřeby (nůžky, břitvy, sekery, radlice, kosy atd.) i nálezy šperků či součástí kroje (spony, pasové zápony, závěsky aj.).
Denním chlebem obyvatel Třísova bylo i kovolitectví a zpracování barevných kovů, což dokládají nálezy spon, náramků a prstenů. Z bronzu se odlévaly různé sošky a plastiky. Na vysoké úrovni bylo i sklářství, doložené nálezy fragmentů skleněných náramků či perel.
Z dochovaných nálezů importovaných výrobků a nejrůznějšího zboží lze usuzovat, že tamější obyvatelé měli čilé obchodní styky s blízkými i vzdálenými oblastmi.